# Diễn viên của năm của Gallup Korea

Diễn viên điện ảnh của năm của Gallup Korea (tiếng Hàn: 한국갤럽 올해를 빛낸 영화배우 1위) và Diễn viên truyền hình của năm của Gallup Korea (tiếng Hàn: 한국갤럽 올해를 빛낸 탤런트 1위) được tổ chức hàng năm thông qua cuộc khảo sát công khai vào cuối năm tiến hành trên khắp Hàn Quốc của Gallup Korea. Được tổ chức lần đầu vào năm 2005 và chỉ những người trên 13 tuổi mới được phỏng vấn.

## Danh sách

### 2010s
| Năm  | Diễn viên điện ảnh | Số phiếu % | Diễn viên truyền hình | Số phiếu % | Nguồn         |
| ---- | ------------------ | ---------- | --------------------- | ---------- | ------------- |
| 2010 | Won Bin            | 30.7%      | Go Hyun-jung          | 29.5%      | [ 3 ] [ 4 ]   |
| 2011 | Won Bin            | 11.3%      | Hyun Bin              | 9.2%       | [ 5 ] [ 6 ]   |
| 2012 | Lee Byung-hun      | 37.6%      | Song Joong-ki         | 18.2%      | [ 7 ] [ 8 ]   |
| 2013 | Song Kang-ho       | 22.5%      | Lee Bo-young          | 11.0%      | [ 1 ] [ 9 ]   |
| 2014 | Choi Min-sik       | 42.3%      | Kim Soo-hyun          | 19.6%      | [ 10 ] [ 11 ] |
| 2015 | Yoo Ah-in          | 26.9%      | Hwang Jung-eum        | 14.4%      | [ 12 ] [ 13 ] |
| 2016 | Hwang Jung-min     | 21.2%      | Park Bo-gum           | 35.2%      | [ 14 ] [ 15 ] |
| 2017 | Song Kang-ho       | 35.0%      | Song Joong-ki         | 17.9%      | [ 16 ] [ 2 ]  |
| 2018 | Ma Dong-seok       | 19.9%      | Lee Byung-hun         | 12.9%      | [ 17 ] [ 18 ] |
| 2019 | Song Kang-ho       | 29.8%      | Gong Hyo-jin          | 12.4%      | [ 19 ] [ 20 ] |

### 2020s
| Năm  | Diễn viên điện ảnh | Số phiếu % | Diễn viên truyền hình | Số phiếu % | Nguồn         |
| ---- | ------------------ | ---------- | --------------------- | ---------- | ------------- |
| 2020 | Song Kang-ho       | 27.8%      | Kim Hee-ae            | 9.4%       | [ 21 ] [ 22 ] |
| 2021 | Lee Jung-jae       | 39.7%      | Kim Seon-ho           | 7.8%       | [ 23 ] [ 24 ] |

## Hình ảnh

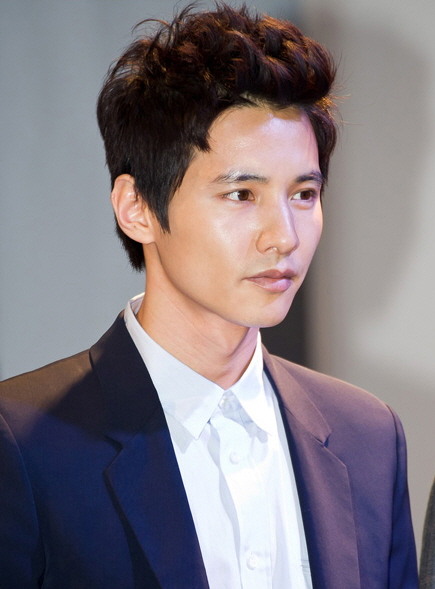
Won Bin, (2010–11, Film)
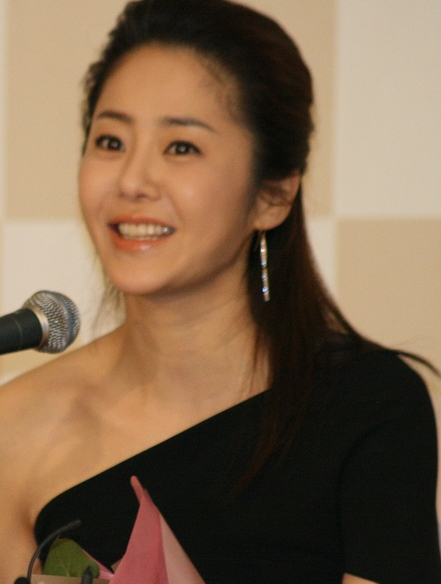
Go Hyun-jung, (2010, Television)
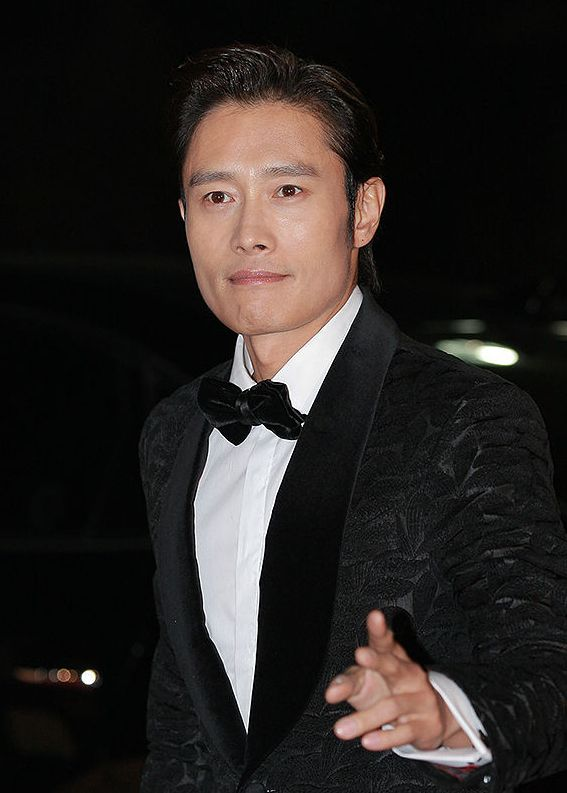
Lee Byung-hun (2012, Film and 2018, Television)
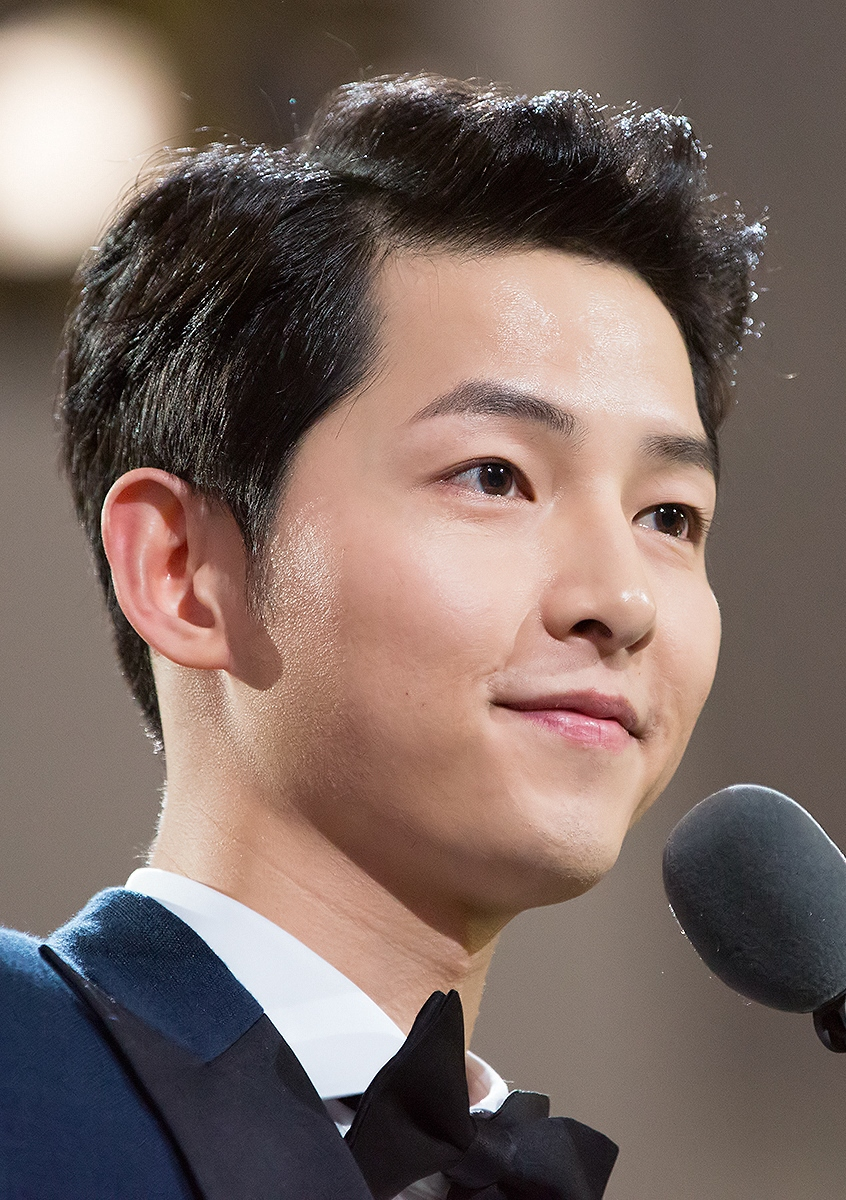
Song Joong-ki (2012 and 2017, Television)
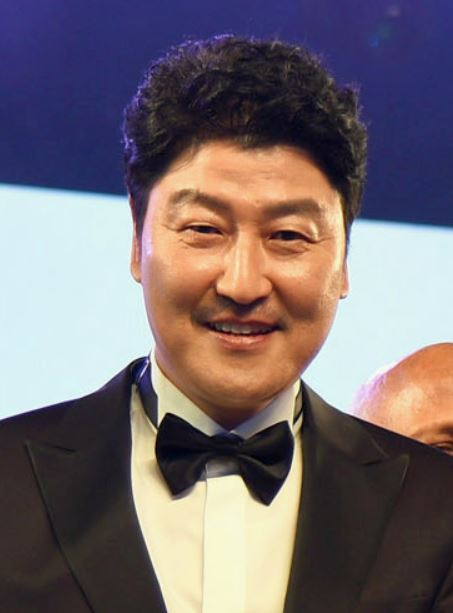
Song Kang-ho (2013, 2017, and 2019–20 Film)
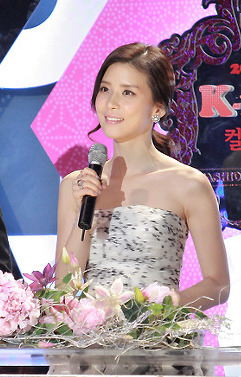
Lee Bo-young (2013, Television)
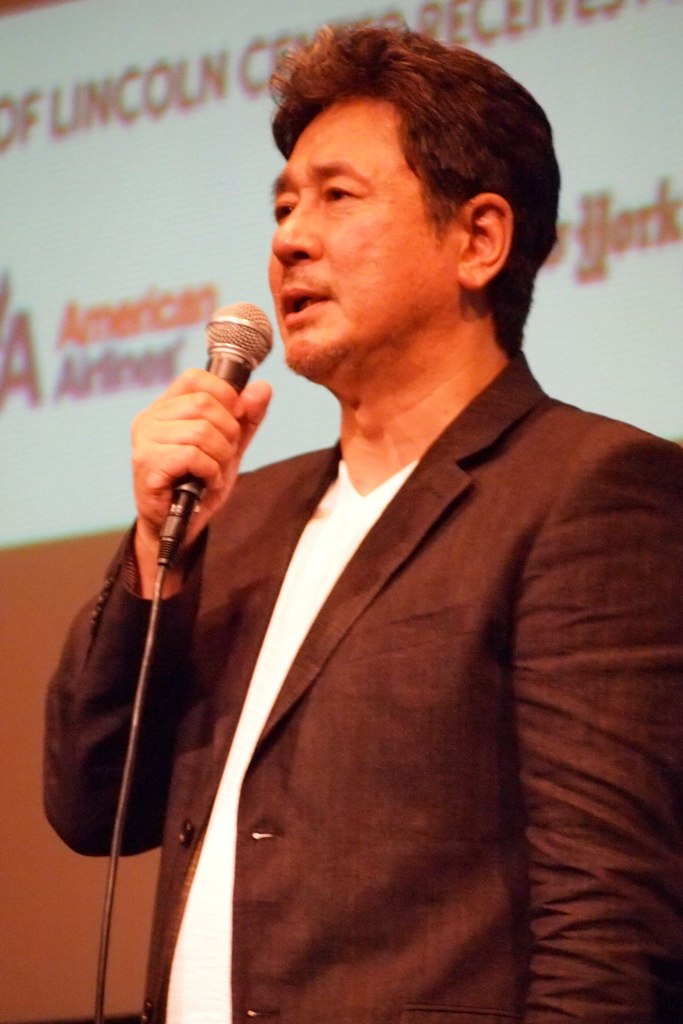
Choi Min-sik (2014, Film)
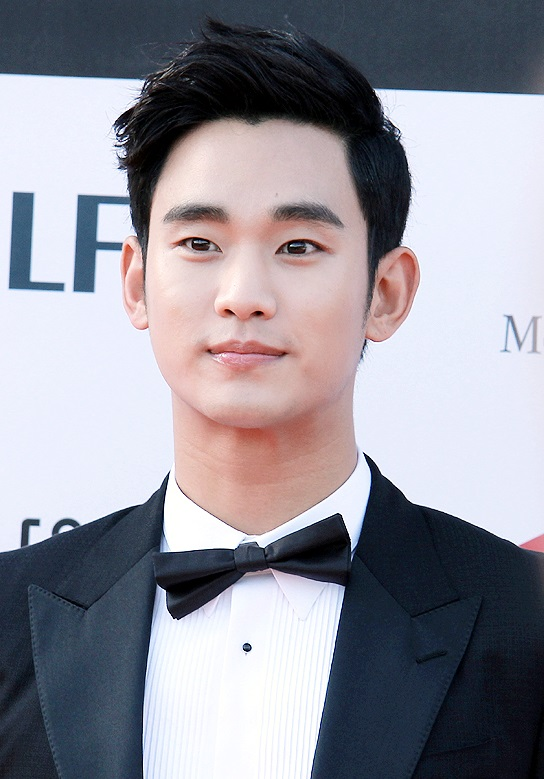
Kim Soo-hyun (2014, Television)
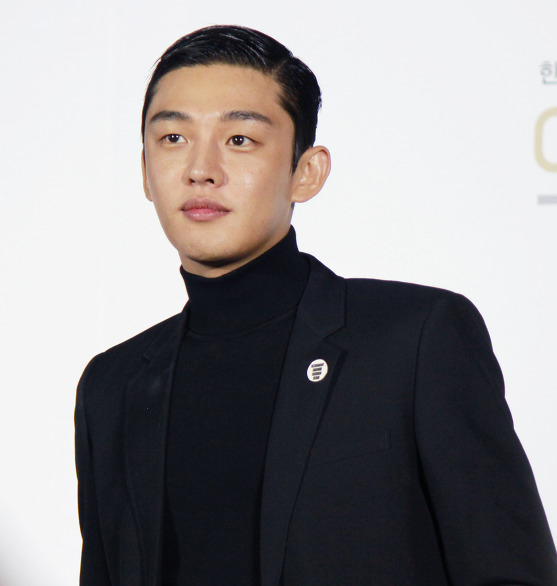
Yoo Ah-in (2015, Film)
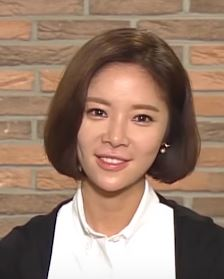
Hwang Jung-eum (2015, Television)
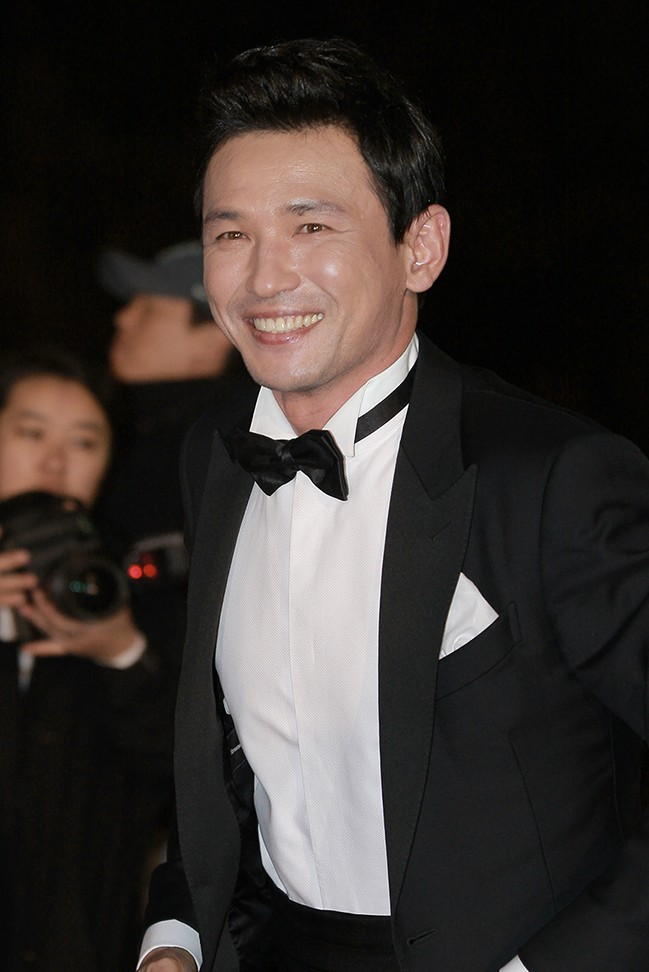
Hwang Jung-min (2016, Film)
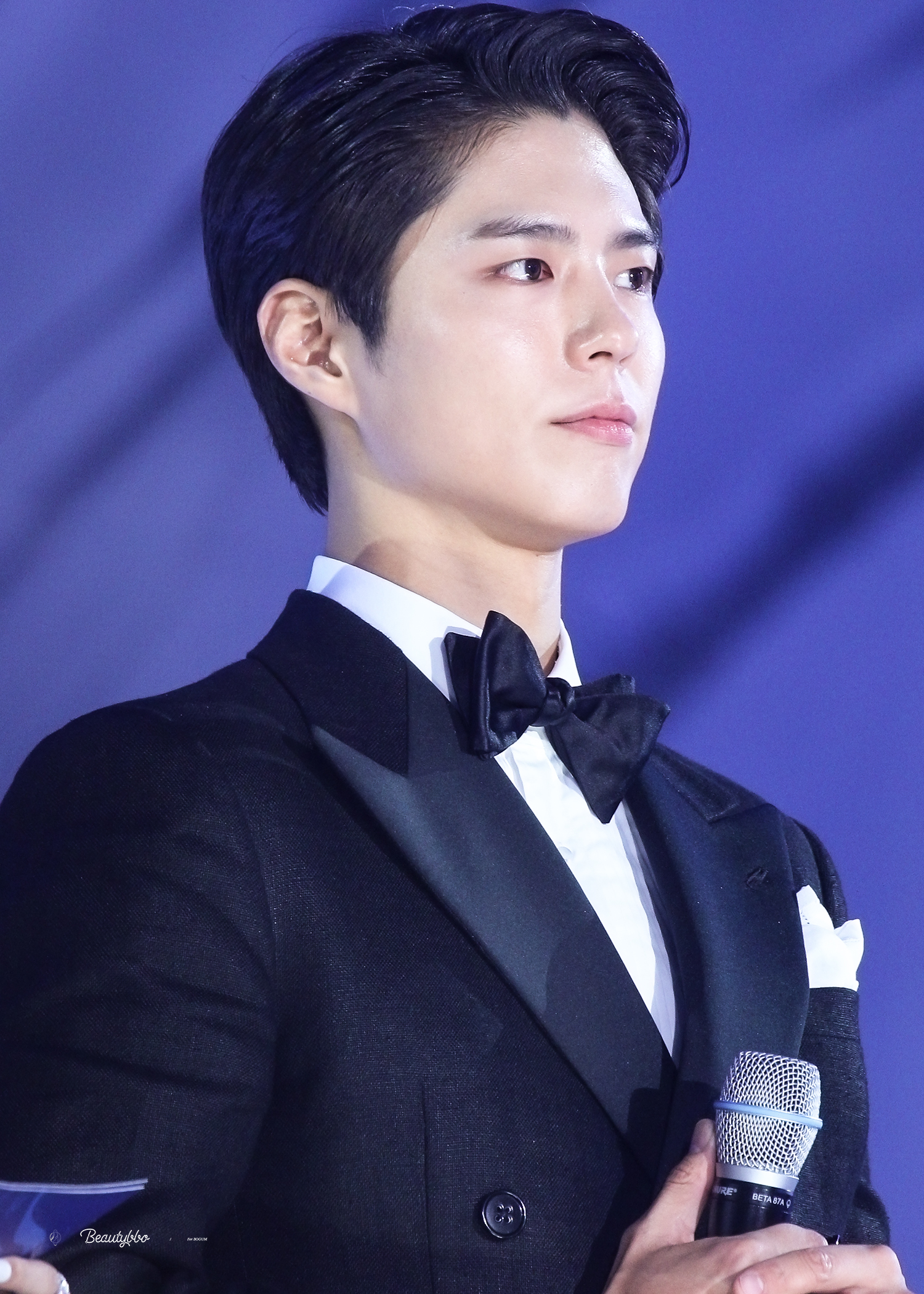
Park Bo-gum (2016, Television)
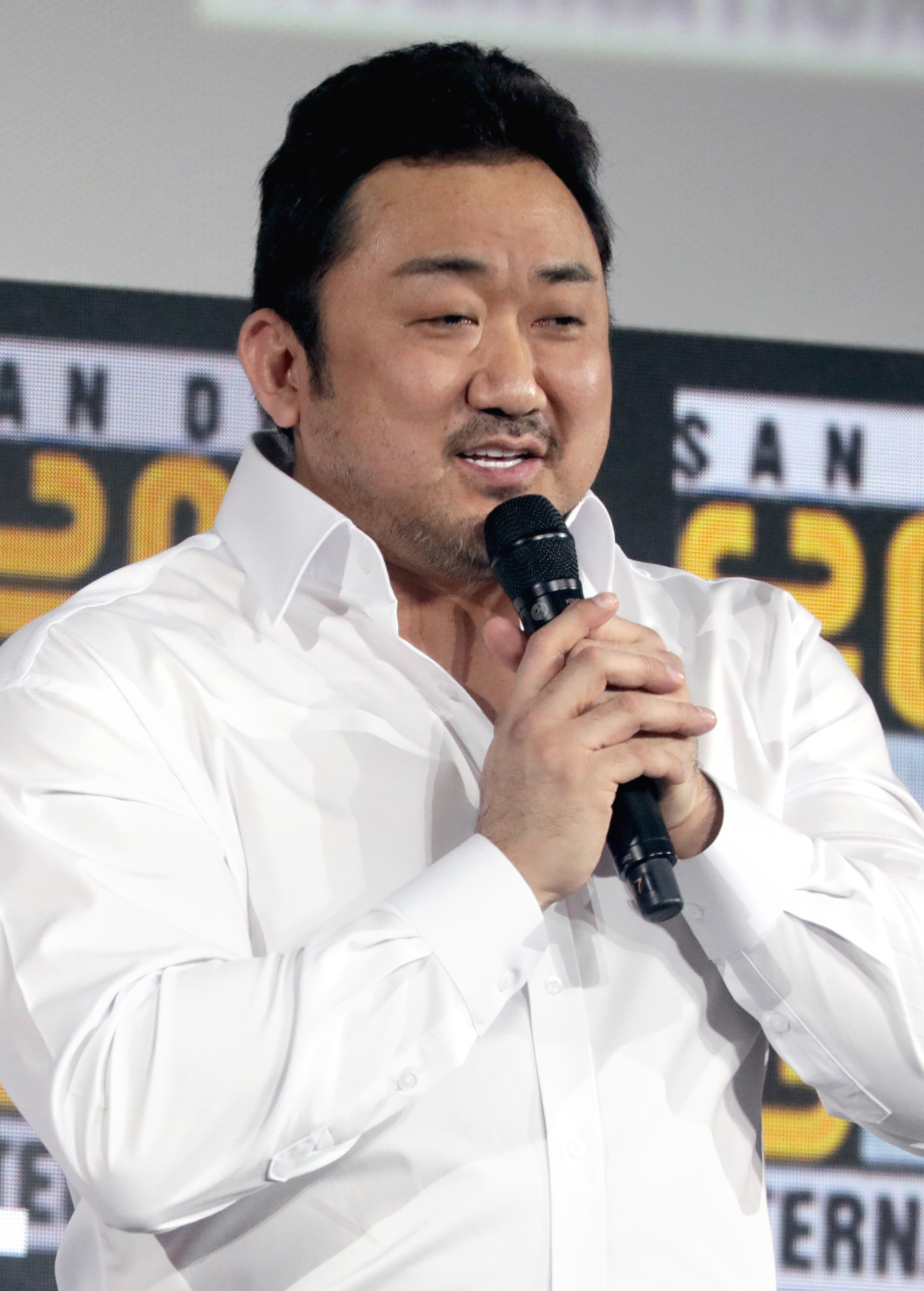
Ma Dong-seok (2018, Film)
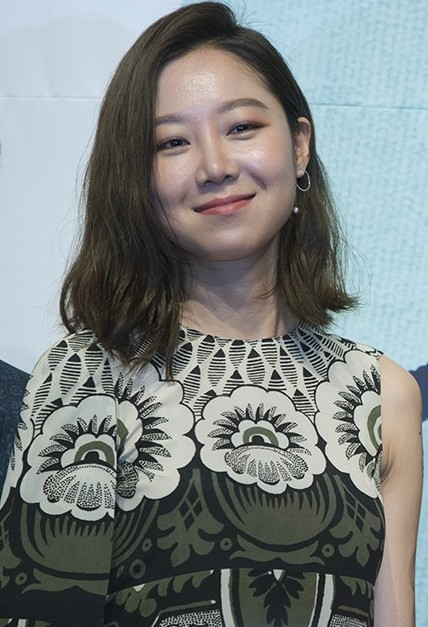
Gong Hyo-jin (2019, Television)
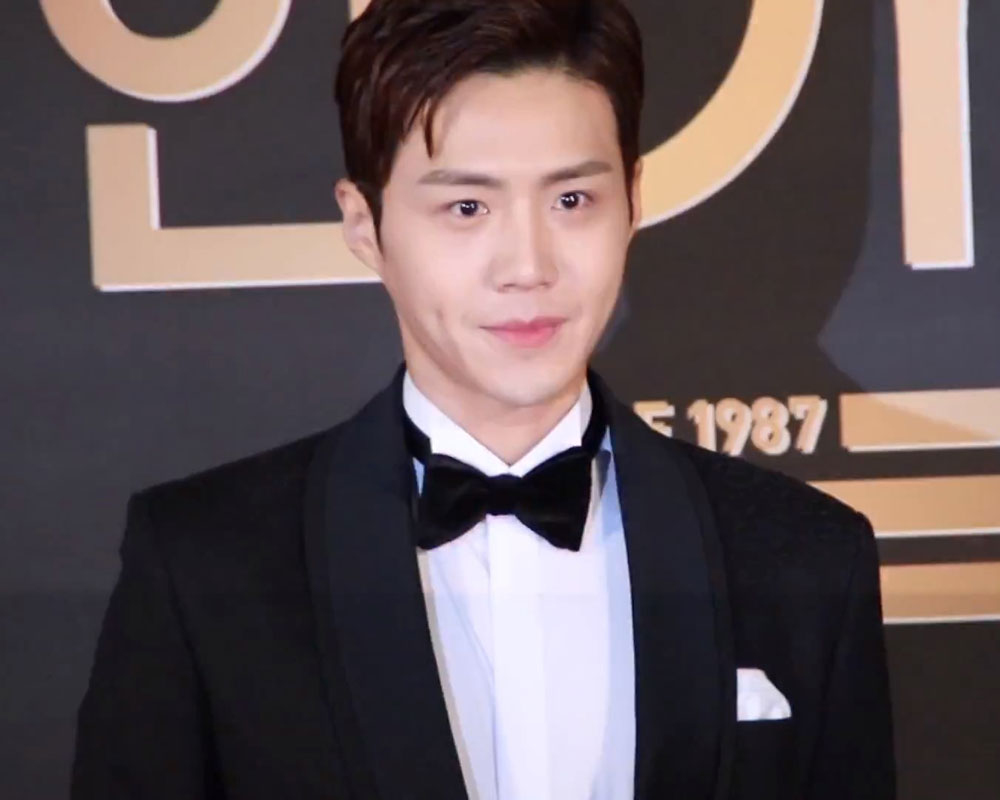
Kim Seon-ho (2021, Television)
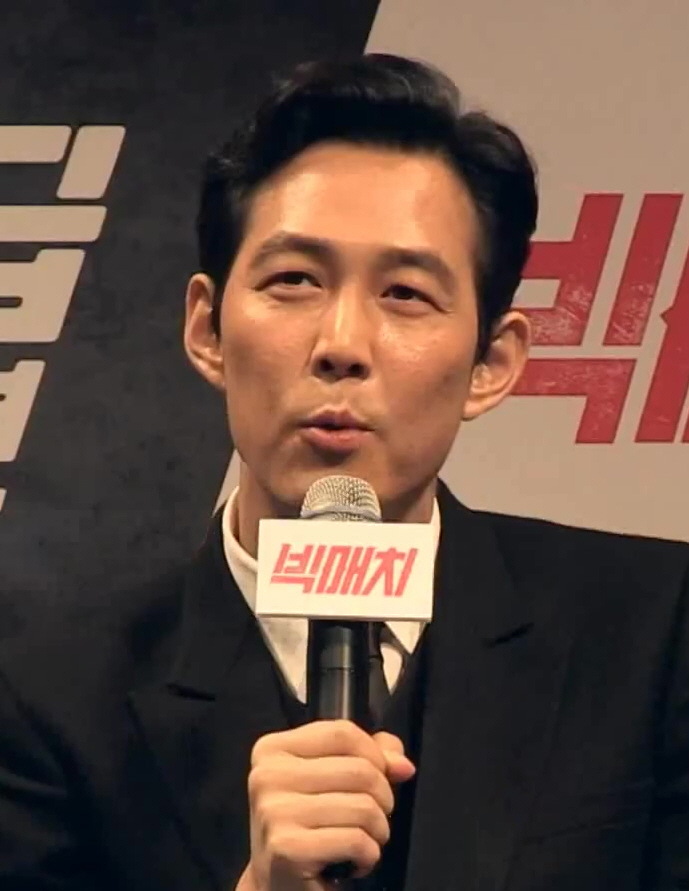
Lee Jung-jae (2021, Film)